# Dilemma (film)
Dilemma è un film del 1997 diretto da Eric Louzil ed Eric Larsen.

## Trama
Una bambina è in ospedale e sta morendo di cancro. Il detenuto nel braccio della morte Rudy Salazar ha il midollo osseo per salvarle la vita. La sua condanna viene cambiata in ergastolo senza condizionale in cambio della donazione del suo midollo osseo, ma scappa mentre si reca in ospedale e inizia un altro regno di terrore. Gli agenti della polizia di Los Angeles che gli stanno dando la caccia sono sulle sue tracce ma hanno istruzioni precise di catturarlo vivo.